# Tadeusz Hollender

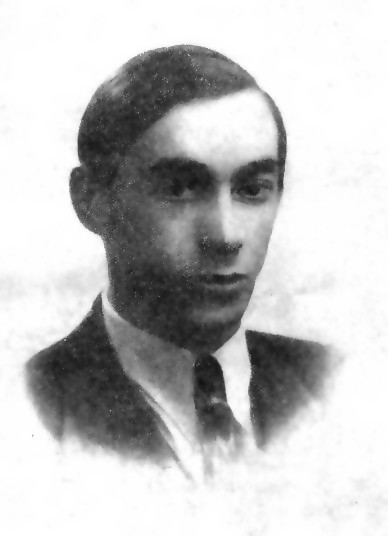
Porträt

Tadeusz Hollender (* 1910 in Leżajsk, Galizien, Österreich-Ungarn; † 1943 in Warschau, Generalgouvernement) war ein polnischer Dichter, Satiriker und Übersetzer der Zeit des Zweiten Weltkriegs sowie Soldat der Heimatarmee. Er wird der Generation der Kolumbusse zugerechnet.

## Leben
Hollender studierte Rechtswissenschaft und Polonistik in Lemberg. 1929 feierte er sein Debüt als Poet. Er veröffentlichte in zahlreichen Lemberger Verlagen. 1937 zog er nach Warschau und bereiste im Folgejahr Palästina, die Türkei, Griechenland und Rumänien. Seine Reiseberichte wurden in Polen veröffentlicht. 1939 ging er erneut nach Lemberg. Als die Stadt 1941 von den Deutschen besetzt wurde, siedelte er nach Warschau über. Während des Zweiten Weltkriegs nahm er an dem künstlerischen Leben Warschaus im Untergrund teil. Er veröffentlichte zahlreiche Gedichte und nahm an Lesungen teil. Gleichzeitig arbeitete er für die Polnische Heimatarmee. Er wurde 1943 von der Gestapo verhaftet und am 31. Mai 1943 in den Ruinen des Warschauer Ghettos exekutiert. In seinen Werken nahm er die Nationaldemokraten, die Sanacja, das Bürgertum, Hitler und Mussolini aufs Korn.